# Stopplaats Bijsteren
Bijsteren (geografische afkorting Bs) is een voormalige stopplaats aan de Centraalspoorweg tussen Utrecht en Zwolle. De stopplaats van Bijsteren was geopend van 20 augustus 1863 tot 1930 en lag tussen de huidige stations Nijkerk en Putten.